# What Goes Around... Comes Around
What Goes Around... Comes Around è un singolo del cantautore statunitense Justin Timberlake, pubblicato l'8 gennaio 2007 come terzo estratto dal secondo album in studio FutureSex/LoveSounds.
Il brano ha vinto un Grammy Award per la miglior performance pop vocale maschile alla cinquantesima edizione dei Grammy Awards, in cui ha ricevuto anche una nomination come registrazione dell'anno.

## Descrizione
Il singolo della canzone è stato il terzo consecutivo a raggiungere la prima posizione della Billboard Hot 100. La canzone è stata coprodotta da Timbaland, che ha partecipato anche ai cori del pezzo. Alla cinquantesima edizione dei Grammy Awards è stata nominata come disco dell'anno e miglior performance vocale maschile.

## Video musicale
Il videoclip è stato prodotto come un cortometraggio. Diretto da Samuel Bayer con i dialoghi scritti da Nick Cassavetes, regista del film Alpha Dog, al quale aveva partecipato Timberlake, è interpretato dal cantante, Scarlett Johansson e Shawn Hatosy (anche lui in Alpha Dog). Il video inizia con Timberlake e la Johansson che flirtano e passano da una stanza d'albergo ad una piscina. In seguito Timberlake presenta la ragazza ad Hatosy, e dopo poco trova la ragazza che lo sta tradendo con lui nell'ascensore. Timberlake si scaglia contro Hatosy, mentre la Johansson fugge in automobile. Lui si mette al suo inseguimento con una Porsche Carrera GT, fino ad arrivare al finale del video, in cui lei muore perché perde il controllo dell'auto. Il video dura oltre nove minuti.

## Tracce
CD maxi
1. What Goes Around.../...Comes Around (Radio edit) – 5:13
2. What Goes Around.../...Comes Around (Radio Version) – 4:44
3. Boutique In Heaven (Main version - explicit)
4. What Goes Around.../...Comes Around (Mysto & Pizzi main mix)
5. What Goes Around.../...Comes Around (Junkie XL Small Room mix)

CD single
1. What Goes Around.../...Comes Around (Radio edit)
2. What Goes Around.../...Comes Around (Sebastien Leger Remix - Radio edit)

## Classifiche

### Classifica italiana
| Posizione | 17 | 19 | - | - | 21 | 20 | 18 | 20 | 16 | 17 | 16 | 15 | 11 | 15 | 15 | 19 |

### Classifiche internazionali
| Classifica(2007-25) | Posizione più alta |
| ------------------- | ------------------ |
| Australia           | 3                  |
| Brasile             | 6                  |
| Canada              | 1                  |
| Francia             | 5                  |
| Germania            | 5                  |
| Irlanda             | 6                  |
| Lituania            | 51                 |
| America Latina      | 26                 |

| Classifica(2007)       | Posizione più alta |
| ---------------------- | ------------------ |
| Nuova Zelanda          | 3                  |
| Russia                 | 4                  |
| Italia                 | 11                 |
| Giappone               | 88                 |
| Regno Unito            | 5                  |
| U.S. Billboard Hot 100 | 1                  |
| U.S. Billboard Pop 100 | 1                  |